# The Tracy Morgan Show
The Tracy Morgan Show is een Amerikaanse sitcom, die werd uitzonden van 2 december 2003 tot 20 maart 2004 op NBC. De hoofdrollen werden vertolkt door Tracy Morgan en Tamala Jones.
De show werd al tijdens het eerste seizoen, na 16 van de geplande 18 afleveringen, stopgezet. De laatste 2 zijn nooit uitgebracht of uitgezonden. In Nederland heeft The Box Comedy de hele serie uitgezonden, inclusief de 2 afleveringen die de VS nooit heeft uitgebracht. De titelsong van de serie werd gezongen door Snoop Dogg, die regelmatig ook als gast in de show verscheen.

## Plot
Tracy Morgan speelt Tracy Mitchell, garage-eigenaar die samen met een paar vrienden de garage staande probeert te houden. Dit ondanks de vele rivalen in de omgeving waarmee de monteurs regelmatig mot hebben. Tracy Mitchell is getrouwd met Alicia Mitchell, samen hebben ze een tienerzoon genaamd Derrick en een 7-jarig zoon die Jimmy heet. Maar regelmatig komt de tante van Tracy langs, Aunt Pearl.
Tracy probeert zijn kinderen zo veel mogelijk levenslessen te geven maar meestal is het moeder Alicia.

## Rolverdeling
- Tracy Morgan — Tracy Mitchell
- Tamala Jones — Alicia Mitchell
- Marc John Jefferies — Derrick Mitchell
- Bobbe' J. Thompson — Jimmy Mitchell
- Katt Williams — Freddie
- John Witherspoon — Spoon
- Heavy D — Bernard

## Bijcast
- Bre Blair — Marcy
- Keesha Sharp — Linda Berry
- Myzel Robinson — Robert Berry
- Debra Jo Rupp — Ms. Laneworthy
- Tracy Morgan Jr. — Superintendent Albano/Jack